# 真野りえ
真野 りえ（まの りえ、1992年12月1日 - ）は、女性フリーアナウンサー。元ジョイスタッフ所属。
ジョイスタッフ時代は真野 淑實（まの よしみ）の芸名で活動していた。

## 人物・来歴
静岡県出身。静岡県立沼津西高等学校芸術科音楽専攻卒業。東京アナウンスアカデミーアナウンサー科出身。愛称は「まのちゃん」。身長158cm。
静岡県沼津市の観光PRレディ『ぬまづ燦々レディ』、区政情報番組『江東ワイドスクエア』のキャスター・リポーターなどを務めた後、株式会社ジョイスタッフに所属して、フリーアナウンサーとして活動していたが、2020年3月に同事務所を退所したことを報告。
2020年7月、自身のInstagramにて結婚及び真野 りえに改名したことを報告

## 趣味・特技
- クラシック音楽を聴いて作曲家を当てること
- 音楽鑑賞（クラシック、ミュージカル、ジャズ）
- F1、D1などのカーレース観戦
- 舞台鑑賞
- 美術館観賞

## 資格
- くるまマイスター検定 3級
- メディカルアロマセラピスト
- 環境カオリスタ 準2級
- 英語検定 準2級
- ローフードマイスター
- ライフスタイルインストラクタ―
- JAAアロマコーディネーター
- ネイル検定 2級

## 過去の出演番組
- 『コンパスナビTV』（テレ玉他） リポーター
- 『シャキット』（チバテレ） リポーター
- 動物戦隊ジュウオウジャー『BANDAI公式 ガシャポンチャンネル』（1〜4） アナウンサー役
- 『江東ワイドスクエア&ネクスト』（江東ケーブル） キャスター
- アプリ、商品紹介（だいいちテレビ） リポーター
- サントリーなっちゃん CF
- 『NHK競馬中継』（NHK） リポーター
- 『知っトク!なるとちっ』（とちぎテレビ） アシスタント
- 『Tokyoほっと情報〜都議会トピックス〜』（テレビ東京） リポーター
- 『Amanekチャンネル』 ナビゲーター
- 『WORLD MARKETZ』（TOKYO MX、ストックボイスTV） 水曜日担当アシスタント[4]
- 『森本毅郎・スタンバイ!』（「現場にアタック!」隔週火曜日担当レポーター）

## 舞台
- 『夏の夜の夢』（SPAC） 妖精役
- チャリティーミュージカル『幸福な王子』マリア役、『青い鳥』ミチル役、『真夏の夜の夢』妖精役